# Нова Дубниця
Нова Дубниця (словац. Nová Dubnica) — місто в окрузі Ілава Тренчинського краю Словаччини. Площа міста 11,25 км². Станом на 31 грудня 2015 року в місті проживало 11186 людей.

## Історія
Перші згадки про місто датуються 1555 роком.

## Населення
| Рік:            | 1994.  | 2004.   | 2014.   | 2024.   |
| --------------- | ------ | ------- | ------- | ------- |
| Кількість осіб: | 12 559 | 12 032  | 11 262  | 10 272  |
| Різниця:        |        | -4,19 % | -6,39 % | -8,79 % |

| Рік:            | 2023.  | 2024.   |
| --------------- | ------ | ------- |
| Кількість осіб: | 10 381 | 10 272  |
| Різниця:        |        | -1,04 % |